# 철벽해안을 폭파하라
〈철벽해안을 폭파하라〉(Attack on the Iron Coast)는 1968년에 제작된 폴 웬드코스 감독의 미국 영화이다.

## 출연진
- 로이드 브리지스
- 마크 에덴
- 앤드루 키어
- 월터 고텔
- 어니스트 클락
- 조지 미켈
- 수 로이드
- 글린 오웬
- 존 웰쉬
- Howard Pays